# Rodin Museum
Rodin Museum (Muzeum Rodina) – muzeum sztuk pięknych położone w Filadelfii przy Benjamin Franklin Parkway 2201–2299. Posiada największy zbiór prac Auguste’a Rodina poza Paryżem.

## Historia
Rodin Museum było darem magnata filmowego i teatralnego Jules'a Mastbauma (1872–1926) dla miasta Filadelfii. Mastbaum w 1923 zaczął gromadzić prace francuskiego rzeźbiarza Auguste'a Rodina z zamiarem założenia muzeum. Już trzy lata później miał największy zbiór prac Rodina poza Paryżem. W skład kolekcji wchodziły odlewy z brązu, prace studyjne w gipsie, rysunki, listy i książki. W 1926 Mastbaum zlecił francuskim architektom, Paulowi Cretowi i Jacques'owi Gréberowi zaprojektowanie budynku muzeum oraz otaczających go ogrodów. Mastbaum zmarł w tym samym roku a jego dzieło kontynuowała wdowa po nim. 29 listopada 1929 muzeum zostało otwarte dla zwiedzających.

## Ogrody
Muzeum i otaczające je ogrody odwiedza rocznie ponad 60 tys. gości. Ogrody zostały zaprojektowane przez Jacques’a Grébera jako część ogólnego planu muzeum. Przesłaniem do ich założenia było przekonanie samego Rodina, iż natura sprzyja zrozumieniu dzieł sztuki. Zbudowany w ogrodzie basen stwarza nastrój spokoju nawiązując do charakteru dzieł zgromadzonych wewnątrz budynku.

## Zbiory

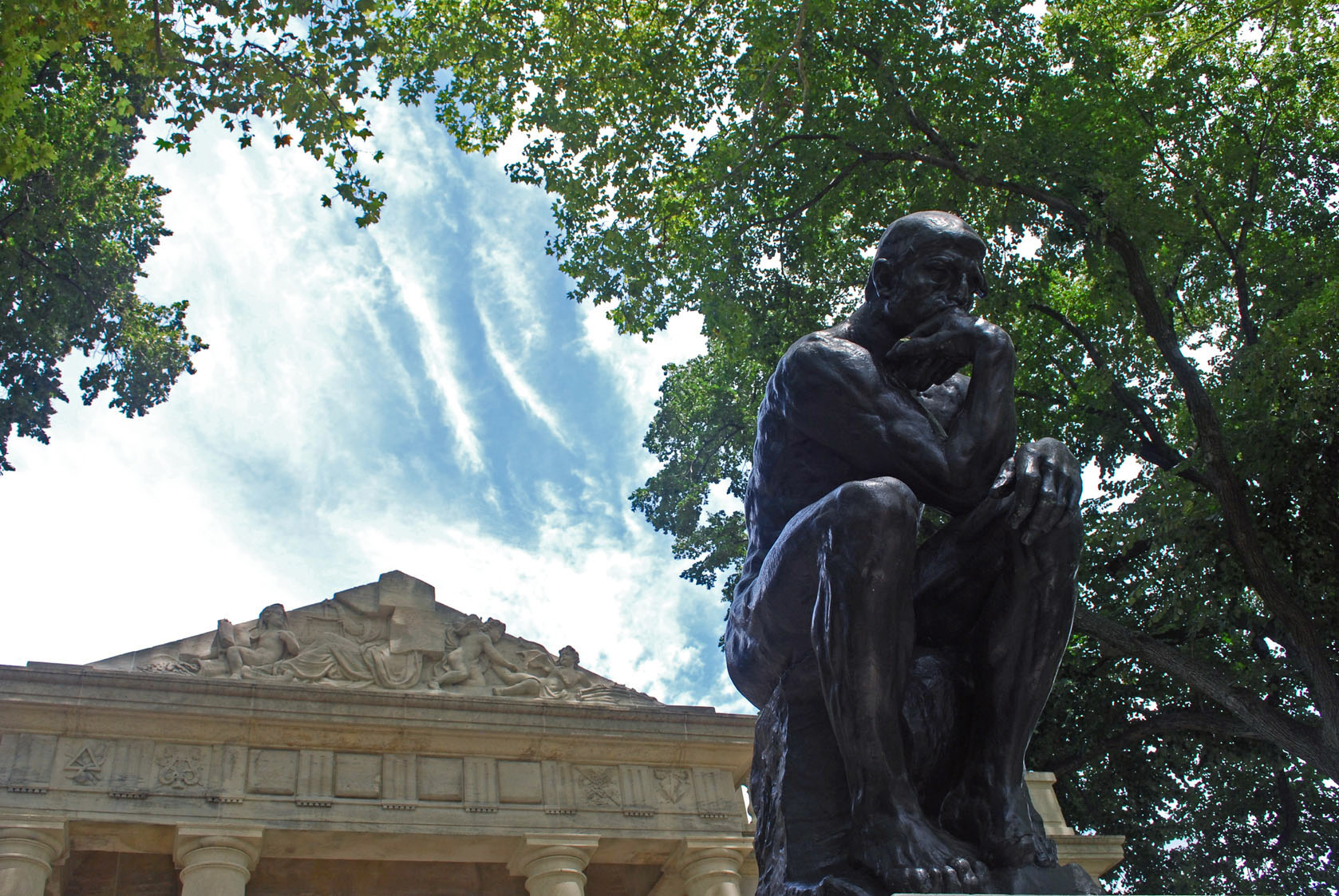
Myśliciel przed wejściem do muzeum

W muzeum znajdują się 124 rzeźby Rodina, w tym odlane z brązu kopie jego największych dzieł:
- Brama piekieł (fr. La Porte de l'Enfer) – nad którą pracował od 1880 aż do śmierci w 1917. Istniejący w Filadelfii odlew oryginału w brązie, wysoki na 6,36 m i szeroki na 4 m służył niegdyś jako wejście do muzeum[3]. Oryginał został odlany dla muzeum Sztuk Dekoracyjnych, które miało się znajdować w Paryżu, ale do realizacji tych planów nigdy nie doszło. Rodin wyrzeźbił ponad 100 figur dla Bramy piekieł. Sama Brama jest jedną z trzech pierwotnych kopii. Niektóre figury tej monumentalnej kompozycji posłużyły do stworzenia samodzielnych rzeźb, wykonanych w trakcie pracy nad Bramą. Do najbardziej znanych należy Myśliciel.
- Myśliciel (fr. Le Penseur) – oryginał znajduje się w Muzeum Rodina w Paryżu; rzeźba filadelfijska stoi przed muzeum, na dziedzińcu wejściowym. Odlana została w 1925 w Paryżu przez Alexisa Rudiera. Wymiary 2 × 1,3 × 1,4 m[4].
- Mieszczanie z Calais (fr. Les Bourgeois de Calais) – pomnik honorujący bohaterskich obywateli miasta Calais. Odlany między 1919 a 1922, ustawiony w 1925. Wymiary: 2,09 × 2,39 × 1,9 m[5].

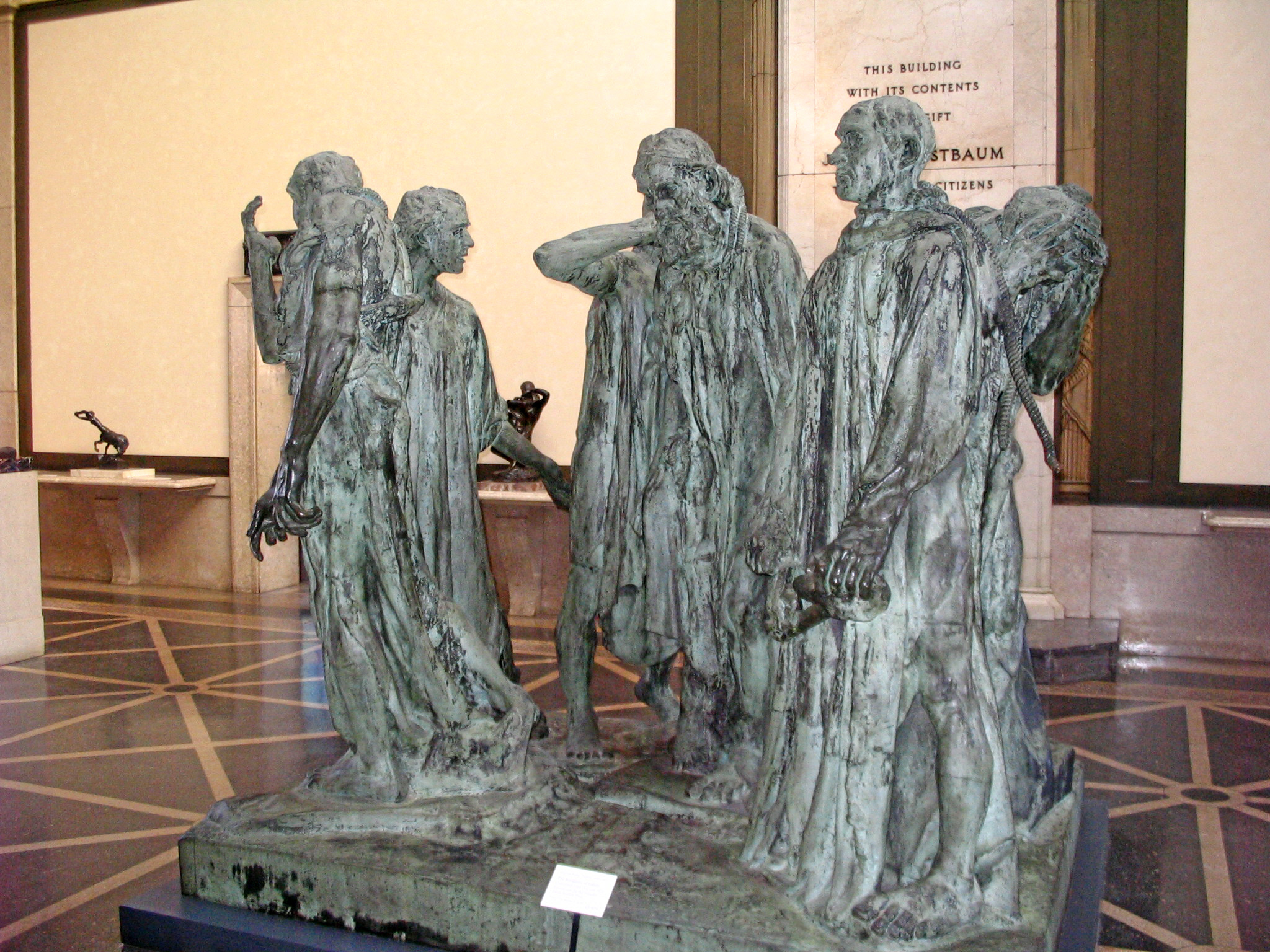
Mieszczanie z Calais, odlew z lat 1919–1922, ustawiony w 1925
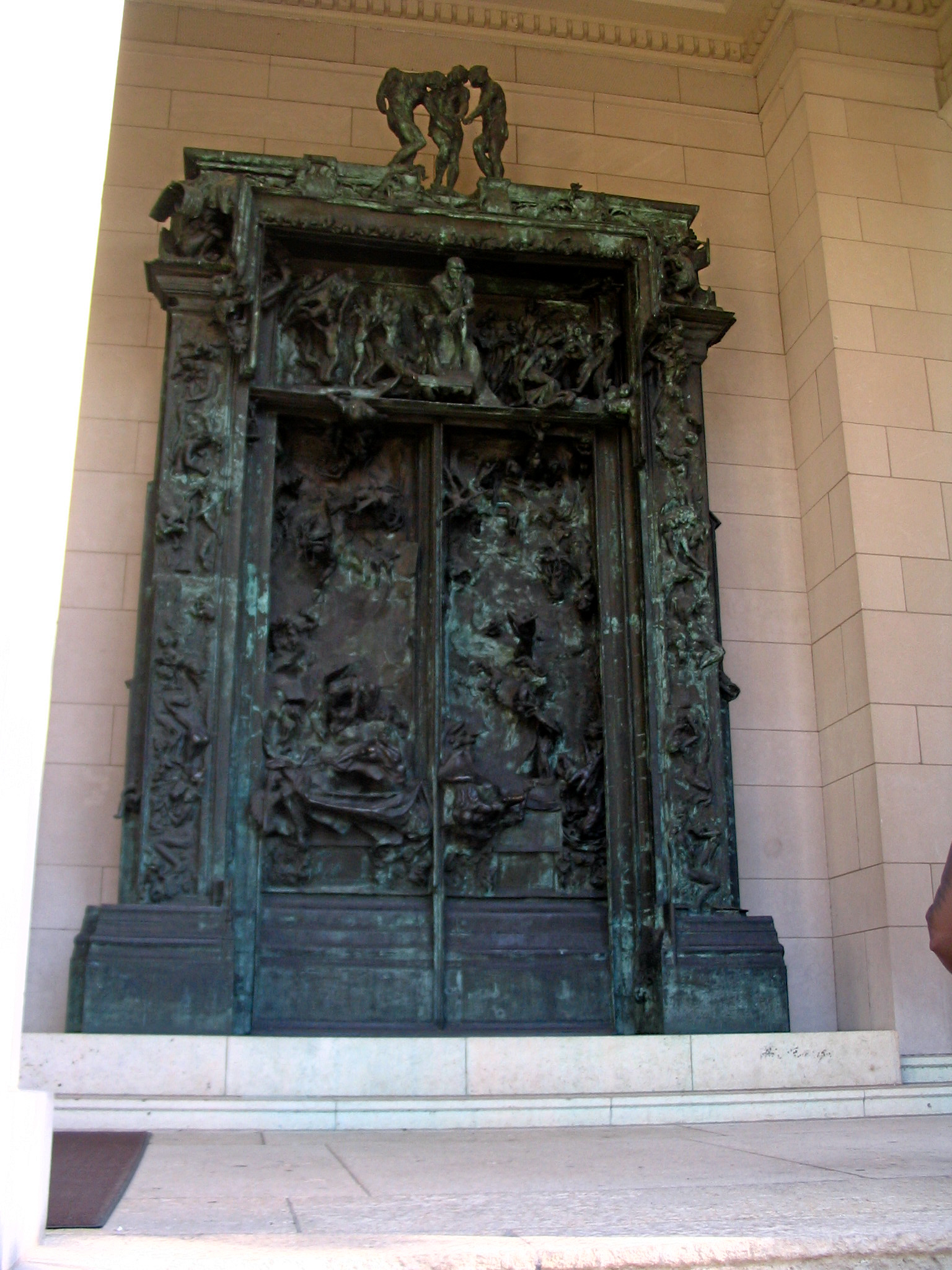
Brama piekieł, odlew z 1917
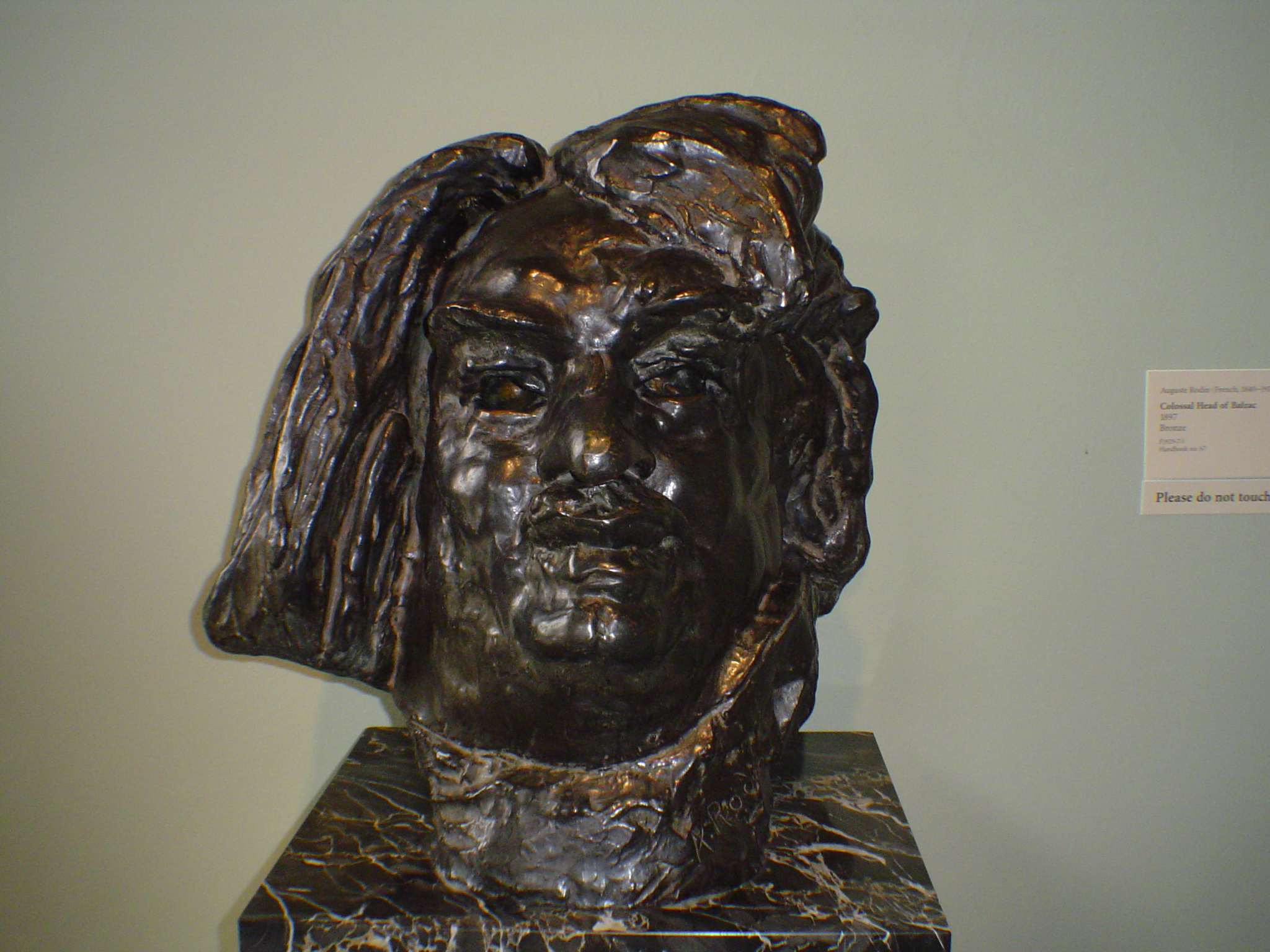
Kolosalna głowa Balzaca, 1897
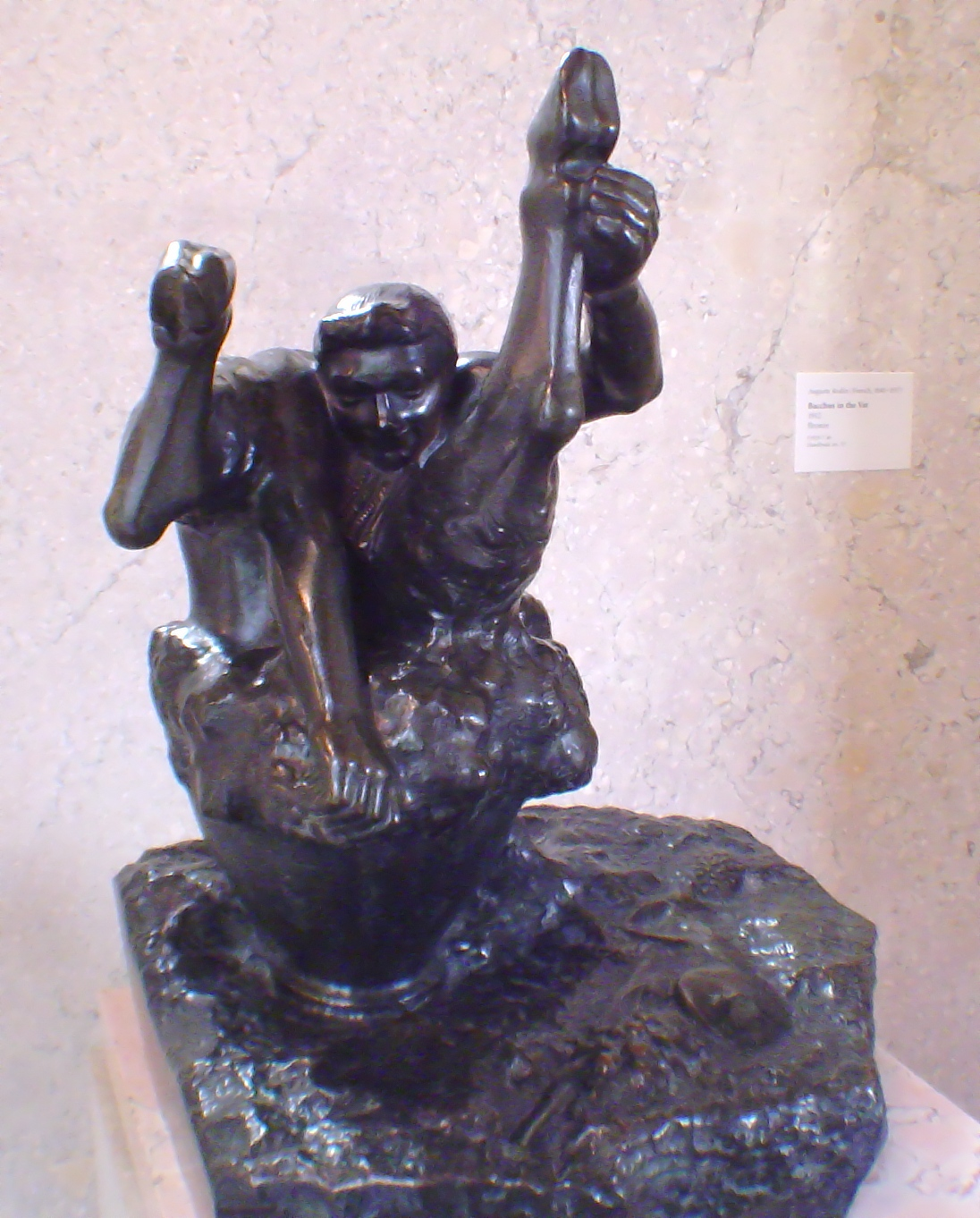
Bachus w kadzi